# 10066 Pihack
A 10066 Pihack (ideiglenes jelöléssel (10066) 1988 XV2) a Naprendszer kisbolygóövében található aszteroida. Poul Jensen fedezte fel 1988. december 1-jén.

## Kapcsolódó szócikk
- Kisbolygók listája (10001–10500)